# بستان (منظمة)
البستان (العربية والعبرية تعني "حديقة الفاكهة") هي منظمة إسرائيلية - فلسطينية مشتركة غير ربحية تأسست عام 1999 للبناة البيئيين والمهندسين المعماريين والأكاديميين والمزارعين الذين يروجون للعدالة البيئية والاجتماعية في إسرائيل / فلسطين ، وتستخدم أساليب مثل العمل المباشر غير العنيف والضغط من أجل تحسين نوعية الحياة للسكان المهمشين الذين يعيشون في المنطقة، وأبرز المعنيين هم بدو القرى غير المعترف بها في صحراء النقب في جنوب إسرائيل. البستان هو جزء نشط من منتدى معًا (بالإنجليزية: Together Forum)‏،كما تعمل بالشراكة مع المجلس الإقليمي للقرى غير المعترف بها (RCUV).

## وصلات خارجية
- عن المؤسس
- فلسفة التأسيس